# 54362 Рестітутум
54362 Рестітутум (54362 Restitutum) — астероїд головного поясу, відкритий 27 травня 2000 року.
Тіссеранів параметр щодо Юпітера — 3,345.